# مارو آجمیان
مارو آجمیان (انگلیسی: Maro Ajemian; ‏۹ ژوئیهٔ ۱۹۲۱ – ۱۸ سپتامبر ۱۹۷۸) نوازنده پیانو ارمنی‌تبار اهل ایالات متحده آمریکا بود. حرفه عجمیان در موسیقی معاصر از میراث ارمنی او رشد کرد. او پس از اجرای اولین نمایش کنسرت پیانو از آرام خاچاتوریان در ایالات متحده، که بر اساس میراث مشترک ارمنی‌ها نواخته شده بود، به عنوان یک پیانیست معاصر شناخته شد.

## زندگی‌نامه
آجمیان در مدرسه جولیارد تحصیل نمود. در ۱۴ مارس ۱۹۴۲، او اولین کنسرت پیانو آرام خاچاتوریان را در D flat با ارکستر فارغ‌التحصیل جویلیارد، به رهبری آلبرت استوسل اجرا کرد. او بعداً این قطعه را در یک تور بین‌المللی اجرا کرد. پس از اجرای کنسرت پیانو، مارو آجمیان شروع به ملاقات با آهنگسازان معاصر کرد. او به همراه خواهرش، آناهید آجمیان، نوازنده ویولن، به عنوان قهرمان موسیقی جدید شناخته شد و اولین آثار جدید بسیاری از آهنگسازان آمریکایی را ارائه کرد. از جمله جان کیج، آلن هوهانس، هنری کاول، ارنست کرنک، لو هریسون و گونتر شولر بودند. کیج، سونات‌ها و میان آهنگ‌های خود را به او تقدیم کرد و او اولین ضبط آن‌ها را برای Dial Records در سال ۱۹۵۱ انجام داد.
مارو آجمیان به ویژه به موسیقی هوهانس، هموطنان ارمنی آمریکایی علاقه‌مند بود و یک سازمان مستقر در شهر نیویورک به نام کمیته موسیقی دوستان ارمنی را تأسیس کرد که موسیقی او را در دهه ۱۹۴۰ تبلیغ می‌کرد و کنسرت‌های سالانه را در سطح بالایی ارائه می‌کرد. مکان‌هایی به عنوان تاون هال این کنسرت‌ها توسط منتقدانی چون لو هریسون، ویرجیل تامسون و اولین داونز به خوبی مورد بازبینی قرار گرفت و هوهانس را در کانون توجه ملی قرار داد.
او در ۱۸ سپتامبر ۱۹۷۸، در سن ۵۷ سالگی بر اثر نارسایی دریچه قلب درگذشت.